# Delray Beach Tennis Center
Delray Beach Tennis Center – kompleks tenisowy w Delray Beach na Florydzie.
Obiekt wybudowany został w 1992 roku. Składa się z 25 kortów – 14 kortów ziemnych i 7 kortów twardych. Kort centralny pomieści łącznie 8200 widzów.
Corocznie w Delray Beach Tennis Center organizowany jest męski turniej tenisowy Delray Beach Open rangi ATP World Tour 250, który odbywa się na początku marca.
Oprócz męskich zawodów tenisowych w kompleksie mają miejsce imprezy dla dzieci, klubów i obozów.